# ZIS-MMZ-585
Der ZIS-MMZ-585 (russisch ЗИС-ММЗ-585) ist ein Baukipper des sowjetischen Herstellers Mytischtschinski Maschinostroitelny Sawod (kurz MMZ) in Mytischtschi. Er nutzt das Fahrgestell des ZIS-150 und war zwischen dem kleineren GAZ-93 und dem größeren MAZ-205 angesiedelt. Die Serienproduktion begann 1949, ab 1957 wurden die Lastwagen als ZIL-MMZ-585 bezeichnet und basierten auf dem Fahrgestell des modernisierten ZIL-164. Bis 1965 wurden diverse Modellvarianten des Kippers in Serie gebaut, einige kamen als Import auch in die Deutsche Demokratische Republik.

## Fahrzeuggeschichte

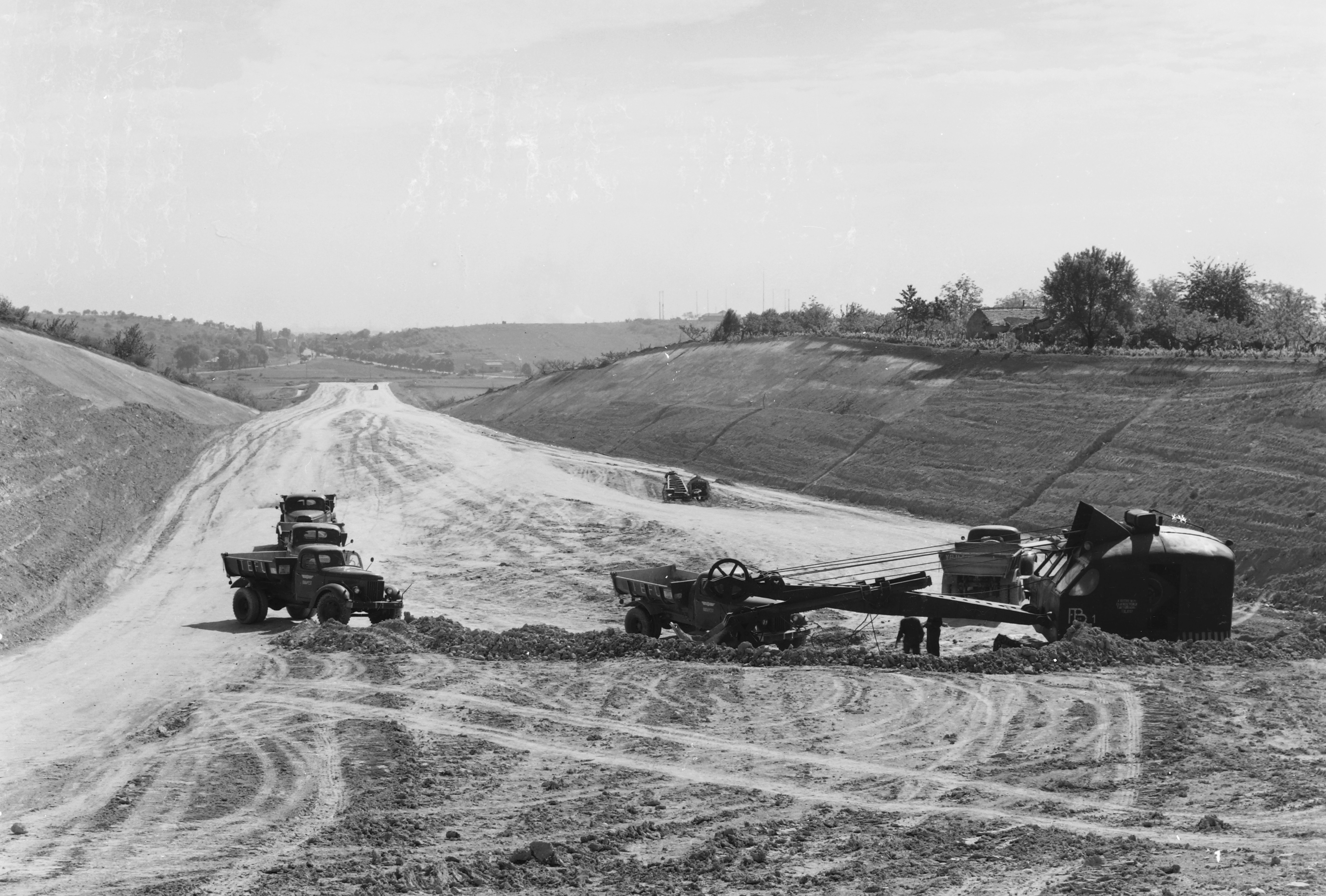
Dieselbe Baustelle mit einem weiteren ZIL-MMZ-585 und einem Bagger (1962)

Das Mytischtschinski Maschinostroitelny Sawod (ins Deutsche übersetzt Mytischtschiner Maschinenbauwerk) begann 1947 mit der Fertigung von Kippern. Zunächst basierten die Fahrzeuge auf dem Fahrgestell des ZIS-5 und wurden als ZIS-05 bezeichnet. 1949 wurde die Fertigung auf die neuen Fahrzeuge vom Typ ZIS-MMZ-585 umgestellt, die das Fahrgestell, die Kabine und den Antriebsstrang des ZIS-150 erhielten. Das Sawod imeni Stalina bezeichnete das zugelieferte Fahrgestell, das ab 1949 extra für die Kipperproduktion gebaut wurde, als ZIS-120G. Von der Basisversion ZIS-150 unterschied es sich vor allem durch einen um 714 mm gekürzten Rahmen. Der Radstand wurde jedoch, anders als bei späteren Modellen, bei der langen Ausführung (vier Meter) belassen.
Der Lastwagen wurde für eine Nutzlast von 3500 kg ausgelegt, das sind 500 kg weniger als beim ZIS-150 mit Pritsche. Grund war der deutlich schwerere Aufbau des Kippers. MMZ ergänzte die komplette Hydraulikanlage und deren Steuerung sowie den Hilfsrahmen und die darauf befestigte Kippmulde. Letztere ist aus Stahlblech geschweißt und mit einem Volumen von 2,4 Kubikmetern relativ klein bemessen, da der Lkw für die Arbeit auf Baustellen und damit für schwere bzw. dichte Schüttgüter bestimmt war. Der maximale Kippwinkel der Mulde beträgt 48°. Später wurden auch andere Fahrzeuge mit größeren Aufbauten für leichte landwirtschaftliche Ladegüter hergestellt. In den Anfangsjahren wurden noch Fahrzeuge mit Kabinen aus Holz und Metall gefertigt, später erhielten sie eine Ganzmetallkarosserie.
Im Mai 1955 wurde die Produktion auf die Modellvariante ZIS-MMZ-585W umgestellt. Das brachte mehrere Neuerungen mit sich. Zum einen wurde der Lastwagen bis auf die Kippmulde an den landwirtschaftlichen ZIS-MMZ-585E angeglichen, um weniger unterschiedliche Teile produzieren zu müssen. Zum anderen wurde die komplette Hydraulikanlage überarbeitet. Das betraf die Hebel der Steuerung, den Hydraulikzylinder der die Mulde bewegt und auch den Nebenantrieb, die Hydraulikpumpe. 1956 wurden weitere Überarbeitungen vorgenommen, die aber weniger umfangreich waren. Im gleichen Jahr begann die Entstalinisierung, das Sawod imeni Stalina wurde in Sawod imeni Lichatschowa umbenannt. Entsprechend änderte sich auch die Typenbezeichnung der Fahrzeuge von ZIS-MMZ-585W in ZIL-MMZ-585W. Die Literatur aus dieser Übergangszeit kennt noch beide Bezeichnungen, spätere Bücher nennen auch die Modelle vor 1956 (absichtlich) ZIL-MMZ-585, obwohl sie zur Zeit der Produktion nicht so bezeichnet wurden.
Der ZIL-MMZ-585W wurde unter dieser Bezeichnung bis 1957 gebaut und anschließend durch den ZIL-MMZ-585I ersetzt. Dieser Kipper nutzt das Chassis des ZIL-164, der im Sawod imeni Lichatschowa den ZIS-150 ebenfalls 1957 ersetzte. Für den Kipper wurde der Rahmen wiederum um etwa 70 Zentimeter gekürzt und das so produzierte Fahrgestell als ZIL-164G bezeichnet. Optisch unterschieden sich die Modelle vor allem durch den geänderten Kühlergrill, nun mit senkrechten statt wie zuvor waagerechten Streben. Die Maschinen wurden bis 1961 produziert und dann durch den ZIL-MMZ-585K ersetzt. Diese letzte Variante erhielt des Fahrgestell ZIL-164AG mit einem kräftigeren Motor und wurde bis 1965 gebaut. Nachfolger wurde der ZIL-MMZ-555.
Neben MMZ baute auch das georgische Kutaisski Awtomobilny Sawod (kurz KAZ) einen sehr ähnlichen Lastwagen. Von 1952 bis 1965 produzierte das Werk in einer sehr ähnlichen Abfolge insgesamt acht Varianten des Lkw, zunächst als KAZ-585 und später als KAZ-600 bezeichnet. Die Kipper glichen sich optisch stark, unterschieden sich aber konstruktiv teilweise erheblich.
Der ZIS-MMZ-585 wurde in verschiedene Staaten exportiert, darunter auch ab Anfang der 1950er-Jahre in die DDR. Dort wurde er mit verschiedenen Aufbauten beim Talsperren- und Straßenbau eingesetzt, auch in der Landwirtschaft und in der Industrie wurde er verwendet. Auch vom Nachfolger ZIL-MMZ-555 wurden noch einige Exemplare importiert.

## Modellvarianten
Vom ZIS-MMZ-585 gab es unterschiedliche Ausführungen, nicht alle wurden in Serie gefertigt.
Baukipper
- ZIS-MMZ-585 – Grundvariante auf Basis des ZIS-150, gebaut von 1949 bis 1955. Das gekürzte Fahrgestell entspricht dem des ZIS-120G.
- ZIS-MMZ-585W – Ab 1955 gefertigte und überarbeitete Grundversion, die mit dem landwirtschaftlichen ZIS-MMZ-585E vereinheitlicht wurde. Gebaut bis 1957, dann durch den ZIL-MMZ-585I ersetzt.
- ZIL-MMZ-585I – Von 1957 bis 1961 auf Basis des neuen Fahrgestells ZIL-164G gefertigte Variante als Baukipper. Während der Produktionszeit gab es kleinere Änderungen an den Rücklichtern und am Kippmechanismus.
- ZIL-MMZ-585L – Nachfolger des ZIL-MMZ-585I, basierte auf dem überarbeiteten Fahrgestell ZIL-164AG. Gebaut von 1961 bis 1964, 1965 wurden noch einige Exemplare im Übergang hin zum ZIL-MMZ-555 auf neuen Fahrgestellen gebaut.
- ZIS-MMZ-585L für Gasbetrieb – 1963 gebauter Prototyp auf Basis des ZIL-166G für den Betrieb mit gasförmigen Kraftstoffen. Ob eine separate Typenbezeichnung für das Fahrzeug vergeben wurde, ist nicht bekannt.
- ZIL-MMZ-553 – Das Fahrzeug wurde mit einer geschlossenen Mulde versehen, um fertig gemischten Beton über kurze Entfernungen (bis ca. 15 km) auf Großbaustellen transportieren zu können. Die ersten Exemplare wurden 1961 gebaut und auf die Baustelle des Assuandamms geliefert, später wurde das Modell auch auf Baustellen innerhalb der UdSSR genutzt.
- MMZ-589 – Prototyp eines Dreiseit-Muldenkippers für den Betrieb mit ähnlichen Anhängern und einer Nutzlast im Lastzugbetrieb von 7000 kg. Entwickelt 1955, nie in Serie gegangen.

Landwirtschaftliche Fahrzeuge
- ZIS-MMZ-585SCh – Erster landwirtschaftlicher Kipper auf Basis des ZIS-MMZ-585, gebaut in den Jahren 1954 und 1955. Die Ladefläche wurde für 4,4 m³ Ladegut bei gleicher Zuladung (3,5 Tonnen) ausgelegt und komplett aus Holz gebaut.
- ZIS-MMZ-585E – Landwirtschaftlicher Kipper mit großer Mulde aus Stahlblech, gebaut von 1955 bis 1957.
- ZIL-MMZ-585K – Auf Basis des Fahrgestells ZIL-164G von 1957 bis 1961 als Nachfolger des ZIS-MMZ-585E gefertigt.
- ZIL-MMZ-585M – Von 1961 bis 1964 auf Basis des überarbeiteten Fahrgestells ZIL-164AG gebaut, mit zahlreichen kleineren technischen Neuerungen, darunter auch ein neuer Nebenantrieb für das Kippen der Mulde. 1965 wurden wahrscheinlich ähnlich wie beim ZIL-MMZ-585L Übergangsvarianten hin zum Nachfolger gebaut.

## Technische Daten
Für die Serienfahrzeuge vom Typ ZIL-MMZ-585L ab 1961.
- Motor: Viertakt-R6-Ottomotor, wassergekühlt
- Motortyp: „ZIL-164A“
- Leistung: 100 PS (74 kW) bei 2800 min−1
- Ventilsteuerung: stehende Ventile
- Gemischaufbereitung: Vergaser, Typ K-82M
- Hubraum: 5550 cm³
- Bohrung: 101,6 mm
- Hub: 114,3 mm
- maximales Drehmoment: 324 Nm bei 1100–1400 min−1
- Zündfolge: 1–5–3–6–2–4
- Verdichtung: 6,2:1
- Treibstoff: Benzin, mindestens 66 Oktan
- Tankinhalt: 150 l
- Treibstoffverbrauch: 27 l/100 km bei konstanten 30 km/h
- Kupplung: Einscheiben-Trockenkupplung
- Getriebe: mechanisches Fünfganggetriebe mit Rückwärtsgang, teilsynchronisiert
- Höchstgeschwindigkeit: 65 km/h
- Bordspannung: 12 V
- Lichtmaschine: Typ G108-W, 20 A, 250 W
- Anlasser: Typ ST15-B, 1,3 PS
- Antriebsformel: 4×2

Abmessungen und Gewichte
- Länge: 6035 mm
- Breite: 2290 mm
- Höhe: 2180 mm
- Radstand: 4000 mm
- Spurweite vorne: 1700 mm
- Spurweite hinten: 1740 mm (Doppelbereifung)
- Ladevolumen: 2,44 m³
- Abmessungen Kippmulde (innen, L×B×H): 2490 × 2060 × 505 mm
- maximaler Kippwinkel: 48°
- Bodenfreiheit: 265 mm
- Wendekreis: 17 m
- Reifengröße: 9,00–20″ oder 260–20″
- Leergewicht: 4175 kg
- Zuladung: 3500 kg (Mulde) + 150 kg (im Fahrerhaus), 3000 kg im Gelände
- zulässiges Gesamtgewicht: 7900 kg
- Achslast vorne: 2170 kg
- Achslast hinten: 5730 kg